# Балданов, Арсалан Батоевич
Арсалан Батоевич Балданов (род. 2 января 1996 года) — российский спортсмен, стрелок из лука. Бронзовый призер чемпионата мира в помещении в командных соревнованиях (2016). Двукратный чемпион Европы и бронзовый призер чемпионата Европы в командных соревнованиях и смешанных командах (микст) (2016, 2018). Чемпион Европы и бронзовый призер чемпионата Европы в помещении в личных и командных соревнованиях (2019,2025). Победитель и серебряный призер этапов кубка мира в командных соревнованиях и смешанных командах (микст) (2017, 2018). Серебряный и бронзовый призер Всемирной летней универсиады в личных и командных соревнованиях (2017). Победитель и двукратный бронзовый призер первенства Европы в личных и командных соревнованиях, смешанных командах (микст) (2016).
Двукратный чемпион России (2016, 2024), серебряный (2024) и двукратный бронзовый (2016, 2023) призер чемпионата России в личных соревнованиях. Трехкратный чемпион России (2016, 2017, 2025) и пятикратный бронзовый призер чемпионата России (2014, 2019, 2022, 2023, 2024) в командных соревнованиях. Серебряный (2019) и бронзовый (2024) призер чемпионата России в смешанных командах (микст). Трехкратный чемпион России в помещении (2018, 2023, 2025), бронзовый призер чемпионата России (2014) в личных соревнованиях. Двукратный чемпион России в помещении (2013, 2023), двукратный серебряный (2019, 2024) и двукратный бронзовый (2017, 2025) призер чемпионата России в помещении в командных соревнованиях.
Мастер спорта России (2012). Мастер спорта России международного класса (2014).